# Espaço Memória e Fronteira
O Espaço Memória e Fronteira é um museu localizado na vila e concelho de Melgaço, distrito de Viana do Castelo, em Portugal.

## História e Descrição
Inaugurado em Abril de 2007, num edifício que em tempos foi utilizado como matadouro municipal, após ser totalmente remodelado e ampliado num estilo de traça moderna, a obra deu uma nova vida ao Espaço Memória e Fronteira, sendo considerado um dos espaços museológicos mais interessantes de Melgaço.
Criado por iniciativa da Câmara Municipal de Melgaço, em colaboração com o Arquivo Municipal de Melgaço e o Departamento de Ciências Sociais da Universidade do Minho, trata-se de um museu temático dedicado à história da vila, que aborda essencialmente dois dos temas mais intrínsecos às vidas dos melgacenses: a emigração fortemente vivida nas décadas de 1960 e 1970, que gerou um enorme exôdo e consequente despovoamento da região, e o contrabando como meio de subsistência de muitas famílias locais durante o século XX.
No seu interior, através de um percurso interactivo e expositivo são revelados objectos, recortes de jornais, gravações de áudio, fotografias, cartas, documentos oficiais e outros registos da vida de então, quando muitas famílias recorriam ao contrabando de bens e materiais (como o tabaco, café, sabão, chocolate, arroz e volfrâmio, entre muitos outros) como forma de subsistência ou sobrevivência, sofrendo ao mesmo tempo sérios riscos de vida ou de aprisionamento, tanto de um lado como do outro da fronteira, assim como aqueles que arriscavam tudo para "ir a salto" ou de forma legal, se possível, para outros países em busca de melhores condições de vida, trabalho e ainda dinheiro para enviar às suas famílias. Expondo histórias reais, é explicado todo o processo que gerou estes acontecimentos, o seu contexto histórico, geográfico e financeiro, os seus métodos, preparativos, riscos e a viagem em si, até à chegada e as difíceis condições de vida encontradas por muitos nos diferentes países de acolhimento.
Entre os vários objectos em exposição destacam-se uma batela (barco que servia para atravessar o rio Minho clandestinamente), uma antiga escrivaninha da guarda com passaportes carimbados e rejeitados, "fardos" das principais mercadorias transportadas e algumas interessantes invenções criadas para as esconder na vegetação ou ainda debaixo da própria roupa, caso fossem interceptados pela guarda fiscal ou os carabineiros.
O espaço dispõe também de um gabinete de atendimento a emigrantes e imigrantes, e ocasionalmente são também organizadas jornadas com palestras ou visitas guiadas no museu, sempre com o intuito de não deixar cair no esquecimento a história do concelho e da sua gente.

## Galeria

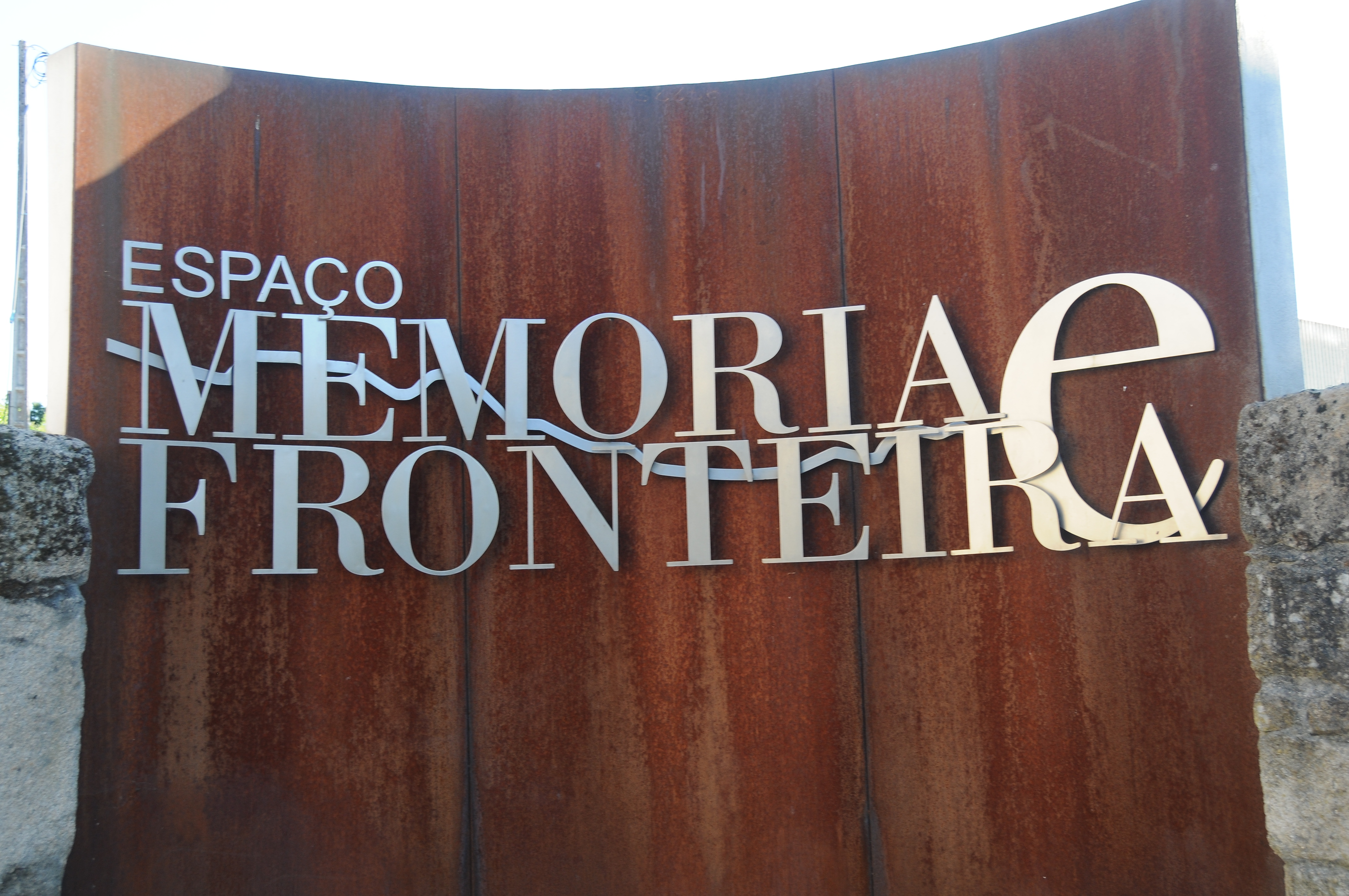
Entrada
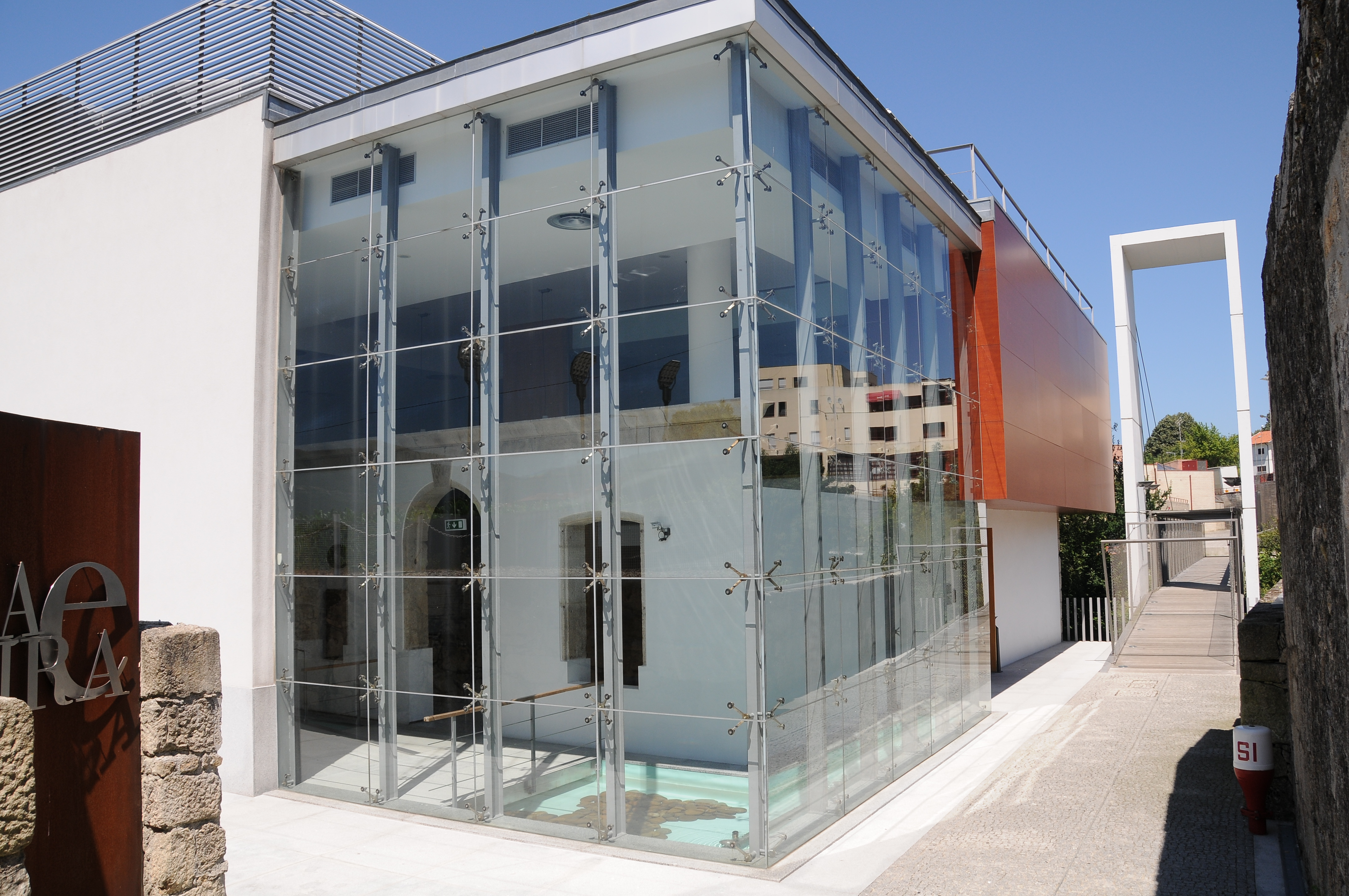
Museu
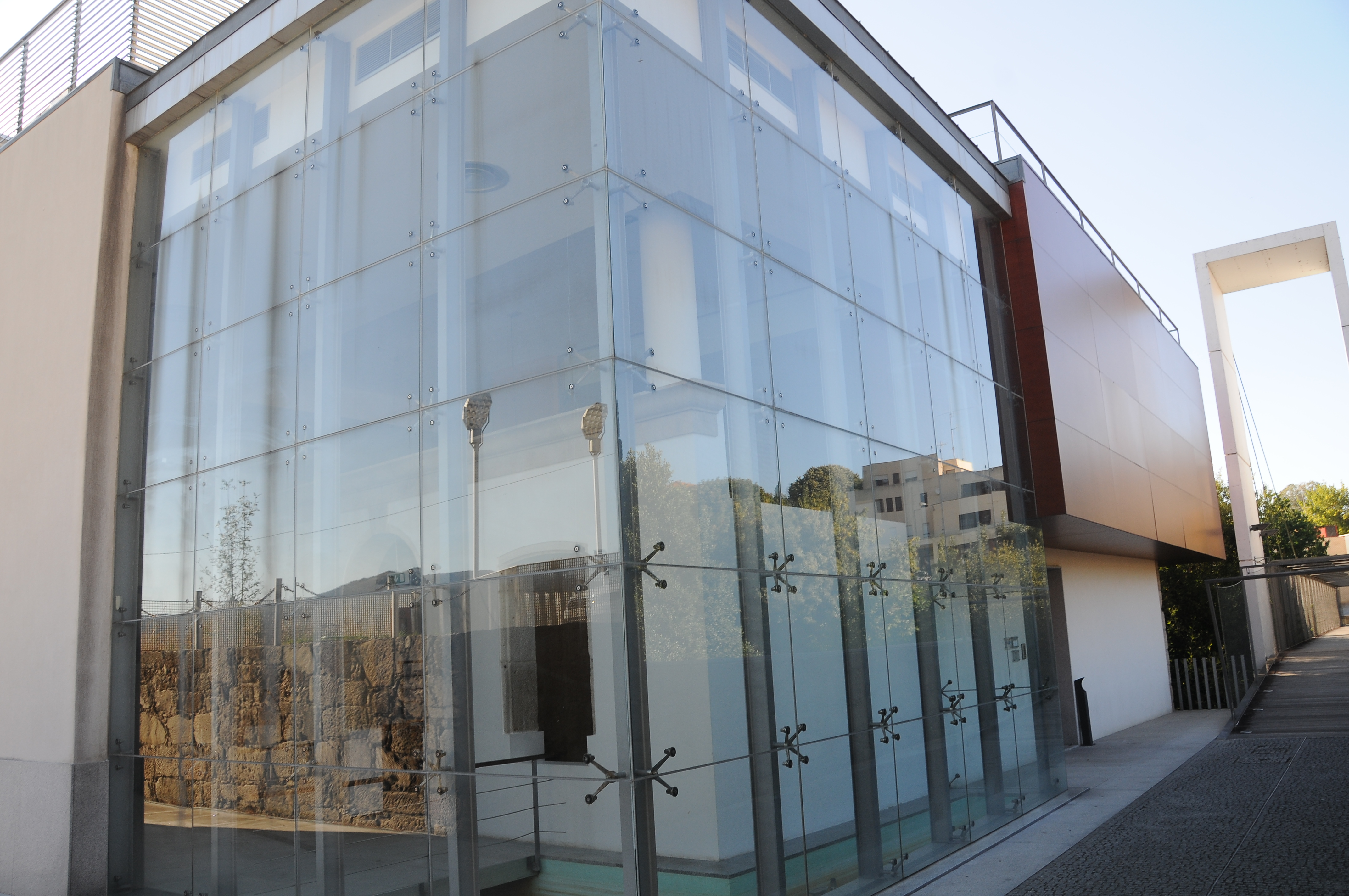
Museu
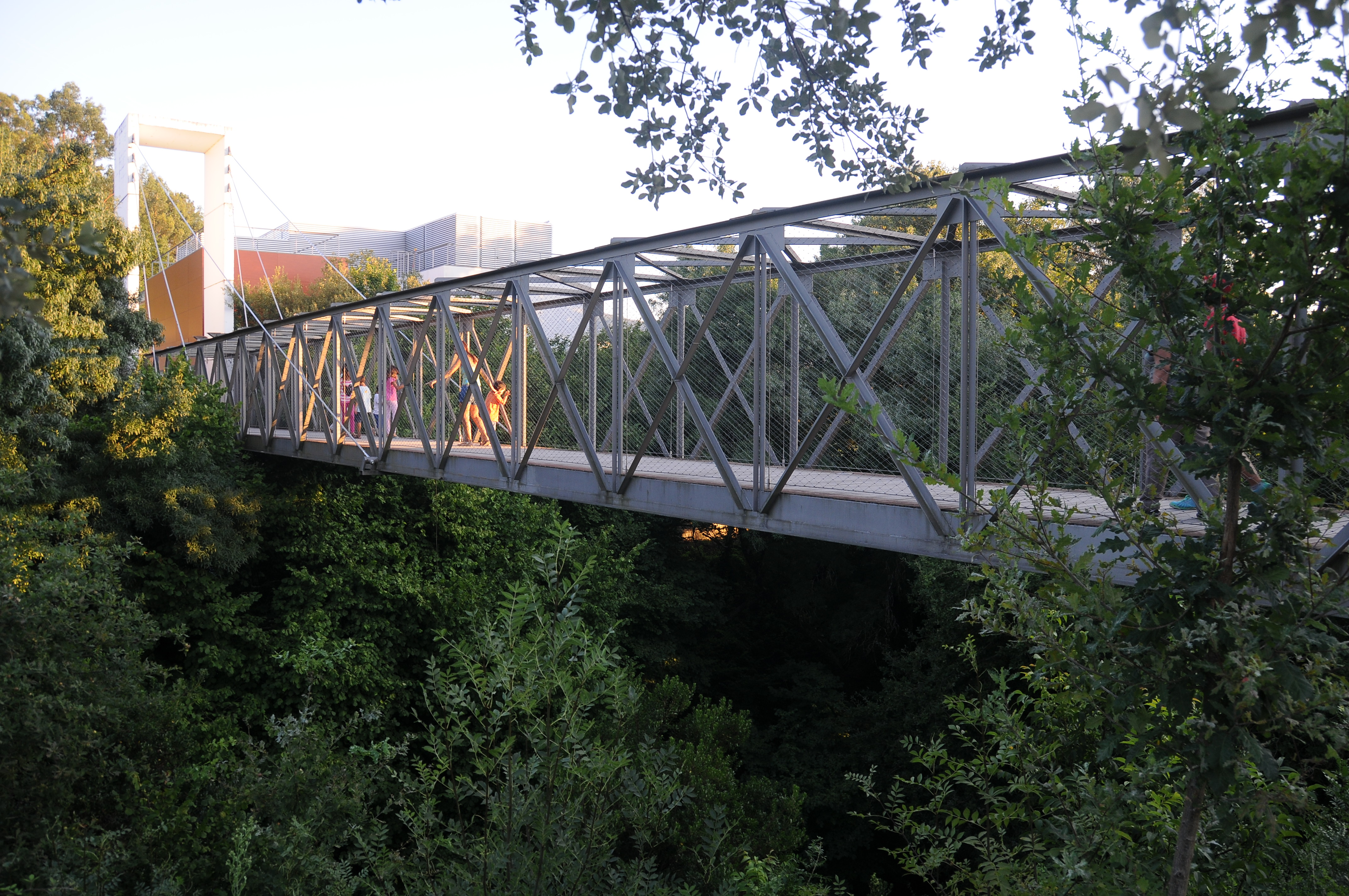
Ponte Pedonal do Rio Porto com acesso ao Museu